# Нове Життя (Черкасская область)
Но́ве Життя́ (укр. Нове Життя) — село в Чернобаевском районе Черкасской области Украины.
Почтовый индекс — 19912. Телефонный код — 4739.

## Население
Население по переписи 2001 года составляло 356 человек.

### Языковой состав
Родной язык населения по данным переписи 2001 года:
| Язык       | Численность, чел. | Доля     |
| ---------- | ----------------- | -------- |
| Украинский | 343               | 96,35 %  |
| Русский    | 11                | 3,09 %   |
| Другое     | 2                 | 0,56 %   |
| Итого      | 356               | 100,00 % |

## Местный совет
19912, Черкасская обл., Чернобаевский р-н, с. Нове Життя, ул. Молодёжная, 2

## Знаменитые уроженцы
- Баранник, Алексей Никифорович (1914—1990) — участник Великой Отечественной войны 1941—1945 гг., полный кавалер ордена Славы.